# Corndale
Corndale är en ort i Australien. Den ligger i kommunen Lismore Municipality och delstaten New South Wales, i den sydöstra delen av landet, omkring 610 kilometer norr om delstatshuvudstaden Sydney. Orten hade 320 invånare år 2016.
Närmaste större samhälle är Lismore, omkring 16 kilometer sydväst om Corndale.